# Верхний Додот
Верхний Додот (осет. Уæллаг Додот, груз. ზემო დოდოთი — Земо-Додоти) иди Додот — село на западе Цхинвальского района Южной Осетии; согласно юрисдикции Грузии — в Горийском муниципалитете.

## География
Расположено в 6 км к западу от Цхинвала и в 0,5 км к юго-востоку от села Зар. Южнее Верхнего находится село Нижний Додот.

## Население
Село в 1989 году населено этническими осетинами. В 1987 году — 70 человек.

## Топографические карты
- Лист карты K-38-64 Цхинвали. Масштаб: 1 : 100 000. Состояние местности на 1987 год. Издание 1989 г.